# L'Année du singe
Albums de Aldebert
Sur place ou à emporter Aldebert en scène
L'Année du singe est le troisième album du chanteur français Aldebert, sorti le 4 décembre 2004.

## Liste des pistes
1. Dis-moi dimanche
2. La Plage
3. Carpe diem
4. Des ménagements
5. Le Bébé
6. La Complainte de l'ex-fumeur
7. On n'est pas là pour se faire engueuler (Reprise de Boris Vian, en duo avec Jeanne Cherhal)
8. Adulescent
9. La Femme de mon pote
10. Marabout
11. La Norme et la Marge
12. Quelle heure est-il ? (En duo avec Amélie-les-crayons)
13. Hold-up (Chanson cachée)

## Certification
| Pays          | Certification |
| ------------- | ------------- |
| France (SNEP) | Or            |